# Venom (sastav)
Venom je engleski heavy metal sastav osnovan 1979. godine. Utemeljen je u Newcastle upon Tyneu. Glazbeni stil ove skupine obuhvaća razne žanrove metala, iako stilski snažno pripada stilu "ekstremnog metala" a pod tim se podrazumijevaju thrash, black i speed metal, tri žanra u koje bi se glazba ovoga sastava mogla svrstati.

## Povijest
Započeli su djelovanje pod imenom Guillotine Jeffreya Dunna kao prvog gitarista, Davea Blackmana kao vokala, Dave Rutherford kao drugog gitaristu. Dean Hewitta kao bas-gitaristu i Chris Mercatersa kao bubnjara. Kasnije, Blackmana i Mercatera je zamijenio bubnjar Anthony Braye a novi pjevač je postao Clive Archer, obojica iz skupine Oberon.  Ubrzo nakon toga Alan Winstona je zamijenio Dean Hewitt na bas-gitari. U ljeto 1979. Conrad Lant iz skupina DwarfStar i Album Graecum, susreo se s Jeffreyem Dunnom koji se pridružio sastavu zamjenjujući Rutherforda na gitari.  Clive Archer je postao "Duff Materr", Conrad Lant je postao "Mr Cronos", Anthony Bray je postao "Tony Abbadon", i Jeffrey Dunn je postao "Jeff Mantas". Cronos je jedini preostali član izvorne postave. Toga su travnja načinili tri demosnimke Angel Dust, Raise The Dead, i Red Light Fever.  Pjesma "Live Like an Angel, Die Like a Devil" je postala hit uz pomoć izdavačke kuće Neat Records.  Njihov sljedeći album Black Metal objavljen 1982. je zaslužan za naziv istoimenog glazbenog žanra black metal. Većinu tekstova je napisao Cronos; manji udio imaju u pisanju imali su i Oberona i Mantas. Stekli su mnogo fanova i kritičari su ih počeli cijeniti kao važan sastav, dok se drugi nisu slagali s time.
Sotonizam im je poslužio samo kao stvaranje mračnog dojma; to nisu bila njihova stvarna uvjerenja. Uz ovo, članovi Venoma nisu osobito smatrani vrsnim glazbenicima.
Krajem 2005. godine izdali su CD box MMV koji je sadržavao ekskluzivni mini poster na kojoj imaju slike sa skupinom Metallica, uz knjižicu sa 64 slike. Ovaj paket je sadržavao gotovo sve njihove pjesme i neke spotove.U ožujku 2006. godine ista postava je izdala posljednji album preinačenu verziju albuma Black Metal, kako ne bi bio isti kao onaj prije promijenili su naziv u Metal Black.Na početku 2007. gitarist Mykvs je napustio sastav jer nije mogao pratiti sve koncerte.  Zamijenio ga je novi gitarist Rage. U ovom sastavu izdaju album Hell. Anthony Lant je nakon toga napustio skupinu. Zamijenio ga je bubnjar Danny "Dante" Needham.

## Članovi
- Conrad "Cronos" Lant – bas-gitara (1978. – 1987., 1995. – 2002., 2005.–danas), ritam gitara (1979.), vokali (1980. – 1987., 1995. – 2002., 2005.–danas)
- Stuart "La Rage" Dixon – gitara (2007.–danas)
- Danny "Dante" Needham – bubnjevi (2009.–danas)

## Diskografija
Studijski albumi
- Welcome to Hell (1981.)
- Black Metal (1982.)
- At War with Satan (1984.)
- Possessed (1985.)
- Calm Before the Storm (1987.)
- Prime Evil (1989.)
- Temples of Ice (1991.)
- The Waste Lands (1992.)
- Cast in Stone (1997.)
- Resurrection (2000.)
- Metal Black (2006.)
- Hell (2008.)
- Fallen Angels (2011.)
- From the Very Depths (2015.)
- Storm the Gates (2018.)

Koncertni albumi
- Eine kleine Nachtmusik (1986.)
- The Second Coming (1997.)
- Bitten (2002.)
- Witching Hour (2003.)

EP-ovi
- Canadian Assault (1985.)
- American Assault (1985.)
- French Assault (1985.)
- Hell at Hammersmith (1985.)
- Scandinavian Assault (1986.)
- German Assault (1987.)
- ...Tear Your Soul Apart (1990.)
- Venom '96 (1996.)